# IC 2158
IC 2158 је спирална галаксија у сазвјежђу Голуб која се налази на листи објеката дубоког неба у Индекс каталогу.
Деклинација објекта је - 27° 51' 25" а ректасцензија 6h 5m 17,9s. Привидна величина (магнитуда) објекта IC 2158 износи 12,1 а фотографска магнитуда 12,9. IC 2158 је још познат и под ознакама ESO 425-7, MCG -5-15-4, IRAS 06033-2751, PGC 18388.